# Liechtenstein en los Juegos Paralímpicos de Lillehammer 1994
Liechtenstein estuvo representado en los Juegos Paralímpicos de Lillehammer 1994 por un deportista masculino.

## Medallistas
El equipo paralímpico liechtensteiniano obtuvo las siguientes medallas:
| Nombre        | Deporte      | Evento                 |
| ------------- | ------------ | ---------------------- |
| Oro           |              |                        |
| —             |              |                        |
| Plata         |              |                        |
| —             |              |                        |
| Bronce        |              |                        |
| Josef Gmeiner | Esquí alpino | Eslalon B1-2 masculino |